# Republika Komańczańska
Republika Komańczańska, inne spotykane nazwy: Republika Wisłocka, Republika Łemkowska, Republika Wschodnio-Łemkowska (ukr. Команча́нська Респу́бліка, Ви́слоцька Респу́бліка, Лемківська Република, Східно-Ле́мківська Респу́бліка) – ukraińsko-łemkowski twór państwowy ze stolicą w Komańczy, istniejący od 4 listopada 1918 r. do 27 stycznia 1919 r.; na czele republiki stanął, jako prezydent, miejscowy kupiec Andrij Kyr.

## Powstanie Republiki
W nocy z 31 października na 1 listopada 1918 r. w wyniku przewrotu wojskowego oddziały ukraińskich Strzelców Siczowych przejęły od Austriaków kontrolę nad Lwowem. Uchwałą Ukraińskiej Rady Narodowej została utworzona Zachodnioukraińska Republika Ludowa (ZURL). Podkarpaccy Łemkowie z tzw. Łemkowszczyzny wschodniej opowiedzieli się po stronie Ukraińców, a Republika Komańczańska zgłosiła akces do ZURL-u. W tym celu 4 listopada utworzono Ukraińską Radę Narodową dla powiatu sanockiego, za siedzibę Rady obrano początkowo Wisłok Wielki. Wystąpienie to zapoczątkował greckokatolicki proboszcz Wisłoka Wielkiego, ks. Pantełejmon Szpylka oraz proboszcz Wisłoka Niżnego, ks. Mychajło Tesla.
4 listopada obaj księża zwołali wiec w Wisłoku Wielkim, na którym publicznie odczytano zamieszczoną w ukraińskiej gazecie „Dil” odezwę Ukraińskiej Rady Narodowej we Lwowie, proklamującą powstanie państwa zachodnioukraińskiego (ZURL). 5 listopada podczas wiejskiego spotkania w Wisłoku Niżnym uczestniczyło już 70 przedstawicieli okolicznych wsi, tego samego dnia wybrano skład tzw. Rady Wisłockiej, która do końca 1918 r. objęła ponad 35 wsi powiatu sanockiego. Podobne zebrania odbyły się w Lutowiskach, Baligrodzie i Ustrzykach Dolnych.

## Walki i likwidacja
W ostatnich dniach listopada 1918 rozpoczęły się starcia pomiędzy ochotniczymi ukraińskimi oddziałami z Komańczy i okolic, a podobnymi polskimi formacjami z Zagórza. Koncentrowały się one głównie w rejonie Wysoczany – Mokre – Szczawne, przy czym Polacy dokonywali kolejowych wypadów aż po Komańczę. Główną ukraińską placówką obronną było Szczawne. Rada Wisłocka wystawiła 800-1000 ludzi, z których mniej niż połowa miała broń palną. Amunicji było niewiele, broni maszynowej, granatów i materiałów wybuchowych nie było wcale. „Republika Komańczańska” nie dysponowała też ani jednym oficerem, a nielicznym podoficerom nie udało się zaprowadzić wojskowej dyscypliny. Wyjątek stanowił wytrwały w boju i bitny oddział ochotników z Prełuków. W Komańczy przygotowano „pociąg pancerny”, w którym ściany wagonu obmurowano cegłą. Nie odegrał on jednak w walkach żadnej roli.
22 stycznia 1919 r. ruszyła polska ofensywa przeciw Komańczy i Baligrodowi. Była to operacja bardziej policyjno-represyjna, niż wojskowa. Wzięło w niej udział po stronie polskiej około 300 ludzi. Z początku praktycznie nie napotkano oporu. W Wisłoku w ogóle nie doszło do starcia, a o. Szpyłka dał się łatwo aresztować. Dopiero w Komańczy doszło do walki. Po opanowaniu wsi przez Polaków, rozproszeni Ukraińcy zebrali się na grzbiecie Sokolisk. Było ich około 350, z których 120 miało karabiny, pozostali – widły, kosy i siekiery. Po przybyciu pociągu z Sanoka z oddziałem wojsk polskich, oddział ukraiński rozbiegł się w panice. Przybyły pociągiem oddział polski rozpoczął palenie zagród we wsi. Na widok pożarów ochotnicy z Komańczy pobiegli ratować swój dobytek, a prełuczanie, widząc to, przerwali walkę i nie niepokojeni wycofali się do swej wsi.
Następnego dnia polskie formacje bez oporu obsadziły Łupków wraz z graniczną stacją kolejową – główny cel operacji, a dopiero 27 stycznia, po zajęciu Komańczy, wkroczyli do Prełuk. Po serii aresztowań i niewielkich potyczkach, Republika Komańczańska przestała istnieć.
W okresie walk polsko-ukraińskich w listopadzie 1918 r. w Zagórzu zorganizował się samorzutnie polski Komitet Obrońców Węzła Zagórskiego, składający się z kolejarzy oraz członków Sokoła. W tym też okresie zagórscy kolejarze we własnym zakresie zbudowali pociąg pancerny „Gromobój”, który służył do patrolowania linii kolejowej Zagórz – Szczawne – Komańcza – Łupków. W Sanoku 2 listopada sformowano również polski obywatelski 3 Baon Strzelców Sanockich, który rozpoczął systematyczną walkę z Ukraińską Armią Galicyjską, w tym ze Strzelcami Siczowymi. Natomiast Sanocka Fabryka Wagonów zorganizowała zbrojne pogotowie z robotników fabrycznych, którzy zbudowali drugi pociąg pancerny o nazwie Kozak. Pociąg ten walczył na odcinku linii kolejowej Zagórz – Olszanica – Ustrzyki Dolne – Krościenko – Chyrów. W walkach o Komańczę brała również udział młodzież z sanockich gimnazjów.
3 lutego 1919 r. do Maniowa przybył z Cisnej czterdziestoosobowy oddział ukraiński, który rozpoczął w okolicznych wsiach pobór do armii ukraińskiej, jednak zakończył się on niepowodzeniem. Mieszkańcy Woli Michowej stawili nawet czynny opór, którym kierował proboszcz greckokatolicki. Po nieudanym ataku na polski posterunek w Łupkowie większość zmobilizowanych rozbiegła się do domów. Następnego dnia oddział z Cisnej zjawił się ponownie, w większej sile, aresztował proboszcza Woli Michowej, a na noc stanął w Maniowie. Tu został zaatakowany przez chłopów: żołnierzy rozbrojono, ich dowódcę zabito, a jeńców wraz z bronią odstawiono do Łupkowa, wydając ich w ręce polskie.

## Lista miejscowości
Spis miejscowości na wschodniej Łemkowszczyźnie, które zadeklarowały przystąpienie do ZURL:
Baligród, Cisna, Czystogarb, Przybyszów, Darów, Karlików, Płonna, Jawornik, Komańcza, Kulaszne, Kalnica, Rzepedź, Turzańsk, Duszatyn, Prełuki, Maniów, Morochów, Moszczaniec, Balnica, Smolnik, Wola Michowa, Łupków, Osławica, Radoszyce, Dołżyca, Mików, Surowica, Sukowate, Szczawne, Wysoczany, Mokre, Puławy, Wisłok Wielki,

## Skład Rady
Skład Rady Wisłockiej z 5 listopada 1918 roku:
- ks. Pantełejmon Szpylka, z Wisłoka Wielkiego
- Teodor Szpylka, z Wisłoka Wielkiego
- Hryhorij Sudomyr z Wisłoka Niżnego – nauczyciel
- Andrij Kyr z Komańczy – kupiec, były oficer austriacki
- Iwan Kuciła – sędzia z Kołomyi
- ks. Mychajło Kril z Prełuk
- ks. Iwan Kowalczyn z Puław

## Publikacje
- Франц Коковський, Лемківська республіка 1918-1919. Календар Червоної Калини на 1935, Червона Калина, Lwów 1934, s. 115–117.
- M. Kozłowski, Między Sanem a Zbruczem. Walki o Lwów i Galicję Wschodnią 1918-1919, Znak, Kraków 1990.
- G. Łukomski, Cz. Partacz, B. Polak, Wojna polsko-ukraińska 1918-1919, Koszalin – Warszawa 1994.